# بابی براون (بازیکن فوتبال، زاده ۱۹۴۰)
بابی براون (انگلیسی: Bobby Brown؛ زادهٔ ۲ مهٔ ۱۹۴۰) بازیکن فوتبال اهل بریتانیا است.
از باشگاه‌هایی که در آن بازی کرده‌است می‌توان به باشگاه فوتبال فولام، باشگاه فوتبال بارنت، باشگاه فوتبال واتفورد، تیم فوتبال المپیک بریتانیای کبیر، باشگاه فوتبال نورث‌همپتون تاون، و باشگاه فوتبال کاردیف سیتی اشاره کرد.
وی همچنین در تیم‌های ملی فوتبال England national amateur football team و تیم فوتبال المپیک بریتانیای کبیر بازی کرده‌است.